# Kashmir (chanson)
Pour l’article ayant un titre homophone, voir Cachemire (homonymie).
Pistes de Physical Graffiti
Trampled Under Foot
(5) In the Light
(1 [CD2])
Kashmir est une chanson du groupe rock britannique Led Zeppelin issue de leur sixième album studio Physical Graffiti publié le 24 février 1975 sur leur label Swan Song Records.
Écrite par Robert Plant lors d'un voyage au Maroc et composée par Jimmy Page, Robert Plant et John Bonham sur une période de trois ans, cette chanson est, selon John Paul Jones et Robert Plant, celle qui représente le mieux le groupe. Elle est jouée à chaque concert du groupe à partir de 1975 jusqu'à sa dissolution en 1980, et de nouveau lors de la réunion à l'O2 Arena de Londres le 10 décembre 2007 avec Jason Bonham à la batterie.
En 2003, elle est classée par Rolling Stone magazine au 140e rang  parmi les 500 meilleures chansons de tous les temps.

## Contexte
Comme le claviériste et bassiste John Paul Jones est en retard aux sessions d'enregistrement, Jimmy Page commence à travailler sur le riff avec John Bonham, le batteur. Ils font ainsi plusieurs démos fin 1973, puis Jimmy Page ajoute la partie centrale de la chanson et enfin John Paul Jones termine avec les cordes,.

## Caractéristiques artistiques
La chanson dure huit minutes et trente-deux secondes, une durée que les stations de radio considèrent généralement comme trop longue pour qu'elle soit passée à l'antenne. Cependant, lors de la sortie de l'album Physical Graffiti, elles n'hésitent pas à la diffuser, d'autant plus que Stairway to Heaven passait très bien alors qu'elle a une durée similaire. A noter que sur l'album original, un temps de neuf minutes et quarante et une secondes est inscrit pour le morceau Kashmir, à tort.

### Musique
Pour la chanson, Jimmy Page se sert d'un accordage de guitare alternatif. Ses cordes sont accordées en Open Dsus4 ou DADGAD. La batterie de John Bonham produit du phasing pour donner plus de puissance à la grosse caisse en faisant des sons plus sourds. Cet effet est créé par un déphaseur Eventide de première génération gracieusement fourni par Ron Nevison. Jimmy Page estime d'ailleurs que le jeu du batteur est la clé du morceau puisqu'il dit que « c'est ce qu'il n'a pas fait qui a permis que ça fonctionne ». Certaines parties de la chanson utilisent la polyrythmie avec la batterie et les paroles sur une rythmique à quatre temps tandis que les autres instruments sont sur une structure rythmique à trois temps,. La chanson comprend des éléments de musique classique marocaine, indienne et du Moyen-Orient. Jimmy Page explique « qu'il avait un sitar pendant un temps et il était intéressé par les arrangements modaux et les trucs arabes. Ça a commencé par un riff et après j'étais au Moyen-Orient ».
Un orchestre composé de cuivres et de cordes est accompagné par une guitare électrique et un mellotron sur la chanson. C'est l'une des rares chansons de Led Zeppelin où des musiciens extérieurs leur viennent en aide. Les musiciens ne sont venus que pour les parties jouées par les cordes et le cor d'harmonie. Selon John Paul Jones, « le secret d'une section réussie au clavier à cordes, c'est de ne jouer que ce qu'un véritable instrument à cordes aurait joué. C'est une ligne pour les premiers violons, une ligne pour les seconds, une pour les altos, une pour les violoncelles, une pour les contrebasses. Quelques parties peuvent être divisées pour une ou deux notes, mais il faut le faire un minimum. Il faut penser mélodiquement ».

### Paroles

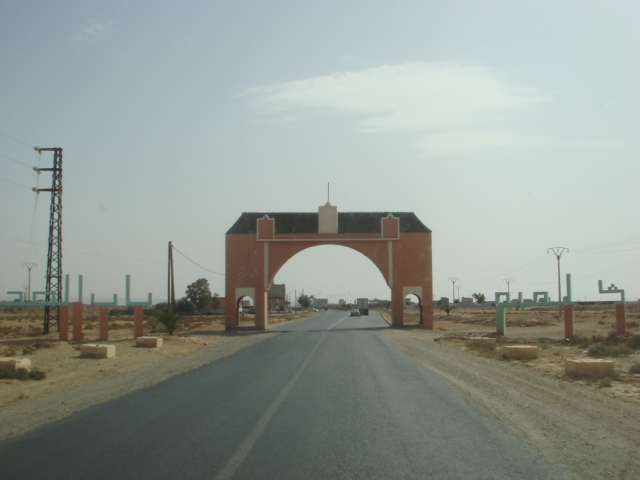
C'est sur la route entre Guelmim et Tan-Tan dans le sud du Maroc que Robert Plant écrit les paroles de la chanson.

Les paroles sont écrites par Robert Plant en 1973, juste après leur tournée nord-américaine achevée le 29 juillet, dans un lieu qu'il nomme « les terres en friche » dans le sud du Maroc pendant qu'il conduit entre Guelmim et Tan-Tan dans le désert du Sahara,. Malgré cela, la chanson se nomme Kashmir en référence au Cachemire, une région du nord-ouest de l'Himalaya. Robert Plant explique au journaliste Cameron Crowe que « toute l'inspiration vient du fait que la route semblait se dérouler sans fin. C'était une simple route qui traversait pratiquement le désert. Il y avait des rochers à deux miles à l'ouest et à l'est. C'était comme conduire dans un canal, une route délabrée qui semblait ne pas avoir de fin. [...] Kashmir, en particulier, était trop positive, d'un point de vue des paroles ».
Il commente également les défis que l'écriture d'une œuvre musicale présentent en décrivant la chanson comme « exceptionnelle, c'était un incroyable défi pour lui... Parce que la rythmique, toute la chanson n'est pas... grandiose mais puissante. Elle requiert une sorte de qualificatif ou un paramètre abstrait d'écriture sur l'idée même que la vie est une aventure et une série de moments illuminés. Mais chaque chose n'est pas ce que nous voyons. C'est en quelque sorte une tâche car nous ne pouvons le chanter. C'est comme si la chanson était plus grande que lui. C'est vrai : il était pétrifié, c'est vrai. C'était douloureux, j'étais virtuellement en pleurs ». En 1975, dans une interview à William S. Burroughs, Jimmy Page déclare qu'au moment où la chanson a été composée, aucun membre du groupe n'était allé au Cachemire.

## Classements
| Classement (2007)                     | Meilleure position |
| ------------------------------------- | ------------------ |
| Canada (Hot Canadian Digital Singles) | 33                 |
| États-Unis (Hot Digital Songs)        | 42                 |
| États-Unis (Hot Digital Tracks)       | 49                 |
| Royaume-Uni (UK Singles Chart)        | 80                 |
| Suisse (Schweizer Hitparade)          | 64                 |

## Autres apparitions

### Reprises
- Jimmy Page et Robert Plant interprètent Kashmir en concert avec un accompagnement de cordes en 1994 sur l'album No Quarter: Jimmy Page and Robert Plant Unledded, quatorze ans après la dissolution de Led Zeppelin.
- Dans le titre Zelda de 1977, Yves Simon chante dans le refrain que l'héroïne écoutait Kashmir de Led Zeppelin.
- Le groupe belge de néo-progressif Now a repris Kashmir dans une version assez fidèle sur l'album Deep sorti en 1992.
- La chanteuse israélo-yéménite Ofra Haza a interprété Kashmir pour son album inédit Queen in Exile enregistré en 1995.
- Le groupe allemand de crossover Such A Surge l'a interprété en 1998 sur l'album Was Besonderes, en y ajoutant des paroles en Lingala.
- L'Orchestre philharmonique de Londres en a également réalisé une version instrumentale, intitulée Kashmir: Symphonic Led Zeppelin.
- Le rappeur Puff Daddy reprend l'intégralité de la partie musicale, et y ajoute ses paroles afin de créer Come With Me, titre qui figure sur la bande originale du remake américain de Godzilla, de Roland Emmerich.
- L'Orchestre national de jazz, dirigé par Franck Tortiller, en a enregistré une version en 2006 sur l'album Close to Heaven.
- En 2009, le groupe rock français Weepers Circus effectue une reprise du titre Kashmir sur son album En concert, dans des arrangements proches de la version Page & Plant de 1994.
- Médéric Collignon en a enregistré une version instrumentale avec son quartet Jus de Bocse, sur l'album Shangri-Tunkashi-La publié en 2010, par ailleurs hommage à la musique électrique de Miles Davis durant la période 1970-75.
- Circa Paleo, un groupe américain, en réalise une version folk sur leur album Roseland paru en 2011.
- Alice in Chains en 2007 avec le NorthWest Symphony Orchestra au Benaroya Hall à Seattle.

### À l'écran
- La chanson apparaît dans le film de Pierre Schœndœrffer Le Crabe-Tambour, en 1977.
- Dans Ocean's Twelve de Steven Soderbergh, Linus Caldwell (Matt Damon) y fait référence.
- Dans Ça chauffe au lycée Ridgemont d'Amy Heckerling, on peut entendre le titre dans la voiture de Mark Ratner (Brian Backer).
- Dans Dirty Sexy Money, la chanson Kashmir est utilisée comme générique de fin.
- La reprise de Puff Daddy fut utilisé comme générique de l'émission Téléfoot.
- La chanson a été utilisée comme titre du neuvième épisode de Revolution et on peut également l'entendre dans ce même épisode. On y entend également la chanson Since I've Been Loving You aussi de Led Zeppelin.

## Interprètes
- Jimmy Page – guitare
- Robert Plant – chant
- John Paul Jones – basse
- John Bonham – batterie

### Ouvrages
1. 1 2 3 4  Notes rédigées par Cameron Crowe sur le coffret The Complete Studio Recordings

1. 1 2 3  (en) Dave Lewis, The Complete Guide to the Music of Led Zeppelin, Omnibus Press, mars 1994, 128 p. (ISBN 978-0-7119-3528-0)
2. ↑  (en) Kevin Courtright, Back to Schoolin', Xulon Press, 2009, 416 p. (ISBN 978-1-61579-045-6, lire en ligne)
« The basic melodic and chordal material in "Kashmir" is in 3/4 (or 6/8) time, yet Bonham's relentless drum beat is in straight 4/4...Additionally, the song has sections in full 4/4 which provide a stabilizing counterpoint. »
3. 1 2  (en) Chris Welch, Led Zeppelin, Orion, 1994, 120 p. (ISBN 978-1-85797-930-5), p. 76

### Autres sources
1. ↑  (en) Stephen Davis, Hammer of the Gods : The Led Zeppelin Saga, HarperCollins, 2008, 432 p. (ISBN 978-0-06-147308-1), p. 347
« The set finished with an uproarious "Kashmir," replete with an infarction-causing Arab violin solo and hard-rock vamps evoking the late, great "Black Dog." »
2. 1 2  (en) Sterling Whitaker, « Led Zeppelin, ‘Kashmir’ [live] – Song Review », sur Ultimateclassicrock.com, 25 octobre 2012 (consulté le 22 août 2013) : « The song is (...) an amalgam of hard rock and what might be described as Egyptian progressive rock, having nothing to do with the blues-based origins of the group. »
3. ↑  (en) Judith Baughman, Victor Bondi et Richard Layman, American Decades : 1970-1979, 1995, 8e éd., 648 p. (ISBN 978-0-8103-8882-6), p. 68
4. ↑  (en) « Kashmir », sur Ledzeponline.com (consulté le 10 octobre 2012)
5. ↑  (en) The RS 500 Greatest Songs of All Time.
6. ↑  (en) « Ron Nevison », Guitar World,‎ mai 2005
7. ↑  (en) Karl D. Robinson, « Rock Hall STI Lesson 44 », sur Rockhall.com (consulté le 10 octobre 2012)
8. ↑  (en) « John Paul Jones' Mellotron », sur Geocities.com (version du 27 octobre 2009 sur Internet Archive)
9. ↑  (en) (en) Mikal Gilmore, « The Long Shadow of Led Zeppelin », Rolling Stone, no 1006,‎ 10 août 2006
10. ↑  (en) « Hottest 100 of All Time », sur Abc.net.au (consulté le 10 octobre 2012)
11. ↑  (en) William S. Burroughs, « Rock Magic: Jimmy Page, Led Zeppelin, and a Search for the Elusive Stairway to Heaven », sur Geocities.com, juin 1975 (consulté le 10 octobre 2012)
12. ↑  (en) « Hot Digital Singles – 1 December 2007 », sur Billboard.com, Prometheus Global Media (consulté le 2 octobre 2012)
13. ↑  (en) « Led Zeppelin – Digital Songs », sur Billboard.com, Prometheus Global Media (consulté le 15 décembre 2013)
14. ↑  (en) « Hot 100 Digital Tracks – 1 December 2007 », sur Billboard.com, Prometheus Global Media (consulté le 2 octobre 2012)
15. ↑  (en) Archive Chart. UK Singles Chart. ChartArchive. Consulté le 15 décembre 2013.
16. ↑  (en) Swisscharts.com – Led Zeppelin – Kashmir. Schweizer Hitparade. Hung Medien. Consulté le 15 décembre 2013.